# Scheiben-Lorchel
Die Scheiben-Lorchel (Discina ancilis, Syn.: Gyromitra ancilis, Discina perlata) ist eine Pilzart aus der Familie der Giftlorchelverwandten. Der an Nadelholz wachsende Pilz ist durch becherlingsartige, überwiegend flach ausgebreitete Fruchtkörper charakterisiert, weshalb er auch Größter Scheibling oder Schildförmiger Scheibenbecherling genannt wird.

## Merkmale

### Makroskopische Merkmale
Der aus einer bereits im Jugendstadium flach ausgebreiteten Scheibe bestehende Fruchtkörper wird 3–15 cm breit und 2–4 cm hoch. Die zu Beginn kleine und kugelförmige, später schüssel- und danach tellerartige Hutscheibe erscheint unregelmäßig lappig verbogen. Die runzlige, höckerige bis grubige Innenseite ist graubraun, tabakfarbig bis braunrot, die Außenseite erscheint weißlich, blassrosa bis gelblich weiß. Der sehr kurze Stiel ist nur 5–8 mm lang und sehr dick. Er ist weißlich und tief gefurcht mit ästig-rippenartiger Struktur. Das Fleisch ist weißlich gefärbt, brüchig bis leicht zäh und besitzt keinen spezifischen Geruch und Geschmack.

### Mikroskopische Merkmale
Die Fruchtschicht (Hymenium) befindet sich auf der Oberfläche des Fruchtkörpers. Die Sporen sind elliptisch, erscheinen durch beidseitige spitze Anhängsel spindelförmig und messen 27–35 × 10–12 µm. Sie sind durchsichtig (hyalin) und besitzen im Inneren einen großen und zwei kleinere Öltropfen. Ihre Oberfläche ist feinwarzig ornamentiert. In den Schläuchen (Asci) befinden sich jeweils acht Sporen.

## Artabgrenzung

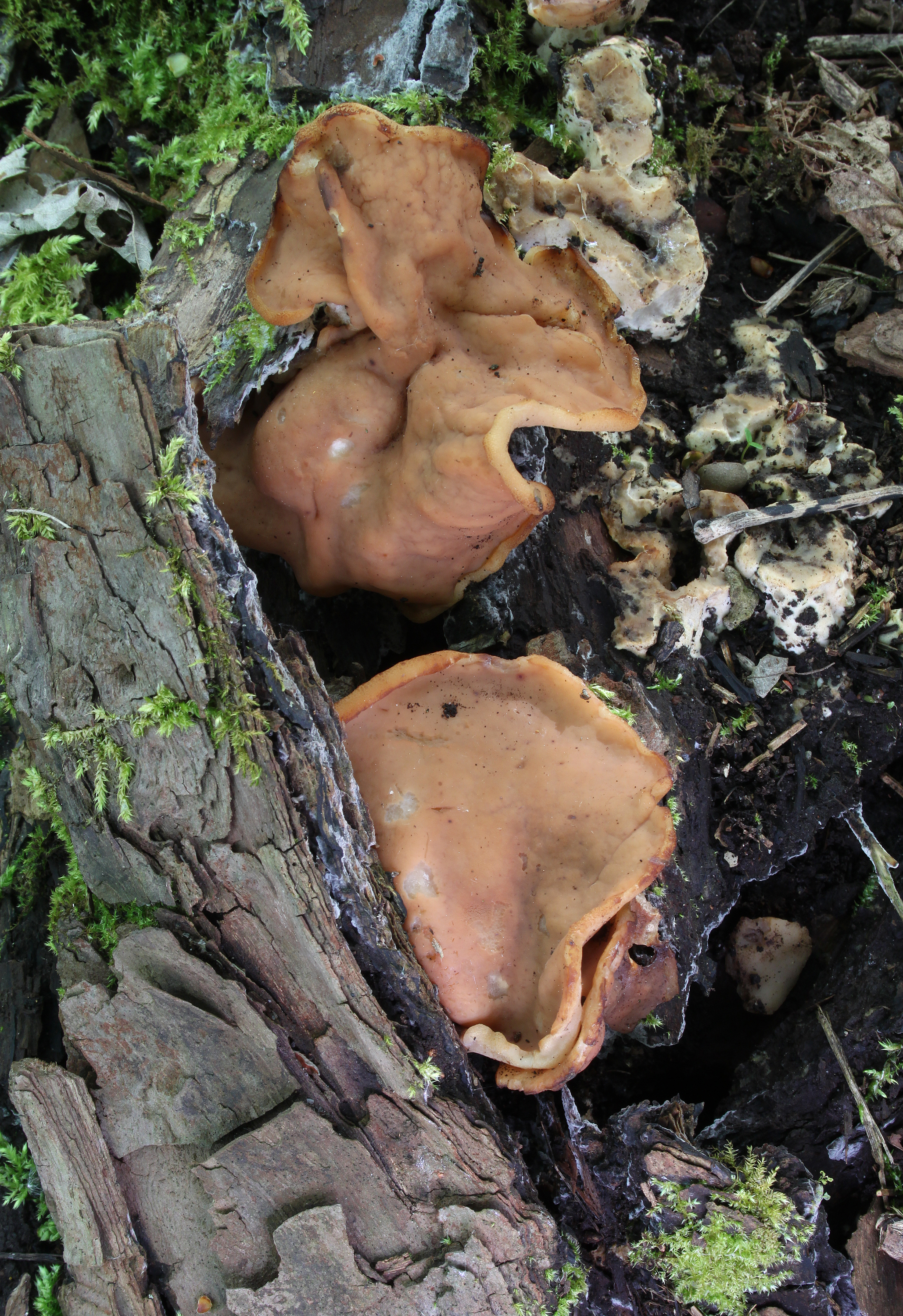
Sehr ähnlich sieht die an Laubholz wachsende Schildförmige Scheiben-Lorchel (Discina parma) aus.

Die ebenfalls im Frühling fruktifizierende Schildförmige Scheiben-Lorchel (Discina parma) wächst an Laubhölzern und bevorzugt Standorte in Auwäldern. Auch der Morchelbecherling (Disciotis venosa) wächst eher in Laubwäldern und riecht zudem unangenehm stechend nach Chlor. Mikroskopisch können beide Arten anhand ihrer Sporen abgegrenzt werden.

## Ökologie und Phänologie
Die Scheiben-Lorchel wächst als Saprobiont in Fichten- und Kiefernwäldern. Die Pilz kommt oft an morschem Holz und um Baumstümpfe vor. Bevorzugt erscheint die Scheiben-Lorchel im Berg- und Hügelland, im Flachland ist die Art selten.
Die Fruchtkörper werden im Frühling von April bis Juni gebildet.

## Bedeutung
Die Scheiben-Lorchel ist essbar.